# Wickie The Ride
Wickie the Ride, in het Frans Vicky the Ride, is een stalen draaiende achtbaan in het Belgische attractiepark Plopsaland Ardennes in Coo. De achtbaan is ontworpen door Gerstlauer en is een aangepast model. De thematisering is naar de wereld van Wickie de Viking van Studio 100.

## Geschiedenis
De attractie werd in 2011 geopend in het attractiepark. Het was de eerste draaiende achtbaan in de parken van de Plopsa Group en was op dat moment de duurste aankoop in het park.

## Technische gegevens
De baan is 400 meter lang. De achtbaan bevat 4 treinen waarin steeds 2 bij 2 mensen kunnen plaatsnemen welke tegenover elkaar zitten. De draaiende achtbaankarretjes zijn gemaakt in de vorm van een drakar.

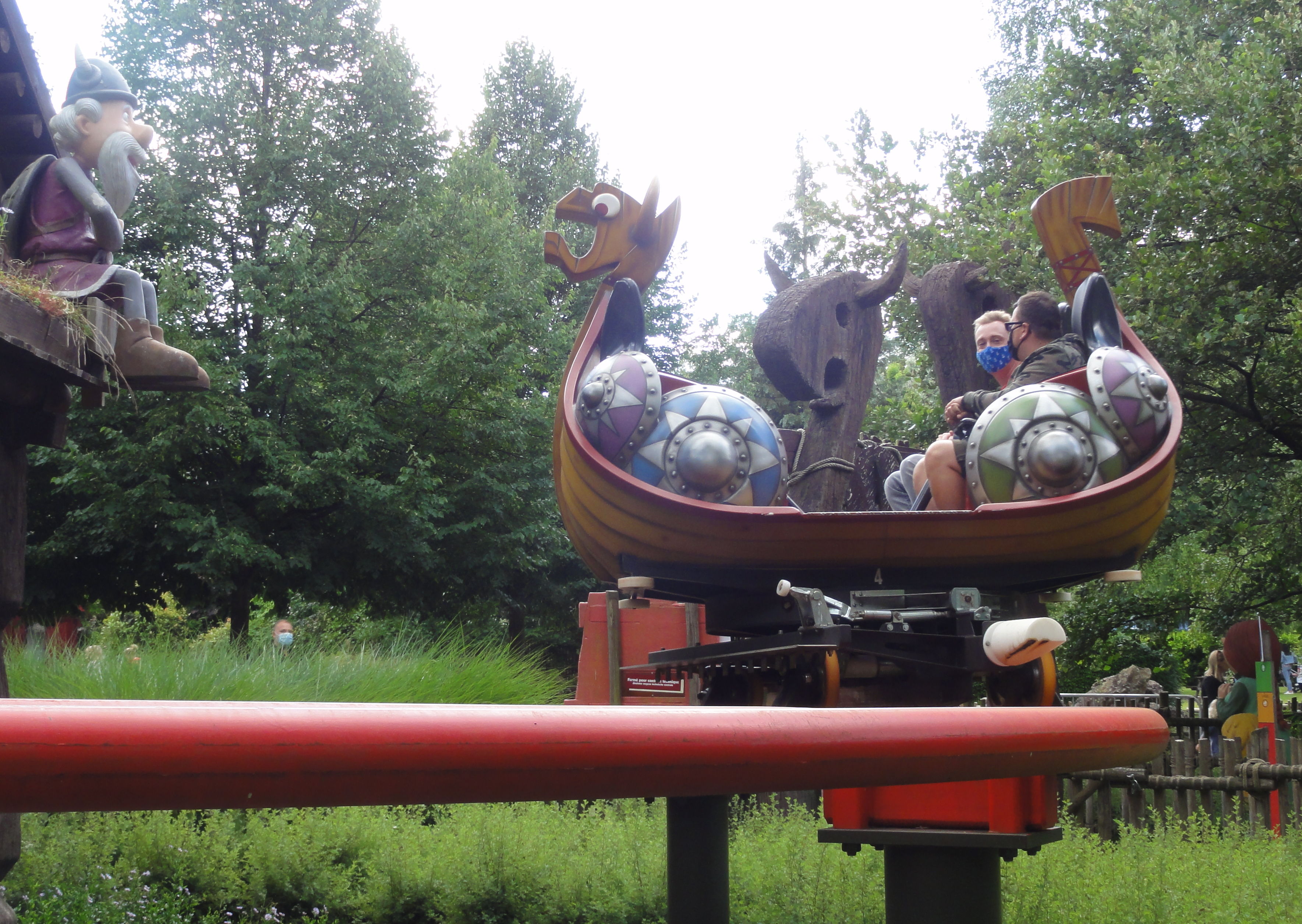
Drakar-wagon van Wickie the Ride waarin passagiers tegenover elkaar kunnen zitten.

Afbeeldingen